# Jeon Su-ji
Jeon Su-ji (en hangul, 전수지; nacida en Seúl el 10 de noviembre de 1983) es una actriz surcoreana.

## Carrera
Comenzó su carrera como actriz gracias al estímulo activo de su padre cuando era adolescente. Comenzó a actuar con la idea de películas y series en mente, pero se enamoró del trabajo en el teatro y entró en el Instituto de Teatro Hanyejong. Por recomendación de un profesor, se presentó a las 31.as audiciones para el reclutamiento de talento organizadas por MBC, y resultó elegida. Desde entonces ha alternado teatro, cine y televisión, en estos dos últimos medios a menudo como actriz de reparto, aunque en ocasiones sus papeles han tenido gran desarrollo. Este es el caso, por ejemplo, de las series Signal y Designated Survivor: 60 Days, de 2016 y 2019 respectivamente.
En 2023 fue la mujer del comandante Lee Tae-shin en la película 12.12: The Day: era un papel reducido en tiempo en pantalla, pero destacado por su actuación, para una película que fue uno de los éxitos de taquilla del año.

## Filmografía

### Cine
| Año  | Título                     | Hangul                       | Papel                  | Notas                    | Ref.         |
| ---- | -------------------------- | ---------------------------- | ---------------------- | ------------------------ | ------------ |
| 2005 | Marathon                   | 말아톤                       | Se-yoon                |                          | [ 4 ]        |
| 2005 | Bravo, My Life             | 사랑해, 말순씨               | Empleada de banca      |                          |              |
| 2005 | Radio Dayz                 | 라듸오 데이즈                | Madam Kakadu           |                          |              |
| 2005 | A Man Who Was Superman     | 슈퍼맨이었던 사나이          | Mujer del aparcamiento |                          |              |
| 2009 | Closer to Heaven           | 내 사랑 내 곁에              | Mujer de Kim Jong-do   |                          |              |
| 2010 | Harmony                    | 하모니                       | Asistente Kang         |                          |              |
| 2010 | Seoul                      | 서울                         | Escritora              |                          |              |
| 2011 | Sorry, Thank You           | 미안해, 고마워               | Madre                  | Parte My Younger Brother |              |
| 2011 | Couples                    | 커플즈                       | Futura novia 1         |                          |              |
| 2012 | Love Fiction               | 러브 픽션                    | Profesora de arte      |                          |              |
| 2012 | Hakuji no Hito             | 백자의 사람 조선의 흙이 되다 | Ji-won                 |                          |              |
| 2013 | South Bound                | 남쪽으로 튀어                | Profesora Oh           |                          |              |
| 2013 | The Terror Live            | 더 테러 라이브               | Mujer policía          |                          |              |
| 2014 | Whistle Blower             | 제보자                       | Investigadora          |                          |              |
| 2015 | The Chosen: Forbidden Cave | 퇴마 : 무녀굴                | Lee Young-rye          |                          |              |
| 2016 | Upstanding Man             | 일어서는 인간                | So-ra                  | Protagonista             | [ 5 ]        |
| 2018 | Never Ever Rush            | 너는 결코 서둘지 말라        | Ye-ji                  |                          |              |
| 2019 | Vacaciones tardías         | 늦은 휴가                    | Jin-hyang              | Cortometraje             | [ 6 ]        |
| 2020 | Hotel Lake                 | 호텔 레이크                  | Choi Yoon-hee          |                          | [ 7 ] [ 8 ]  |
| 2022 | Emergency Declaration      | 비상선언                     | Asistente Oh           |                          |              |
| 2022 | Limit                      | 리미트                       | Mujer de Hyeong-joon   |                          |              |
| 2023 | 12.12: The Day             | 서울의 봄                    | Mujer de Lee Tae-shin  |                          | [ 9 ] [ 10 ] |
| 2024 | Wonderland                 | 원더랜드                     | Sénior de Jung-in      |                          |              |

### Series de televisión
| Año  | Título                       | Papel                   | Notas                      | Ref.          |
| ---- | ---------------------------- | ----------------------- | -------------------------- | ------------- |
| 2003 | Merry Go Round               | Han-jun                 |                            |               |
| 2003 | A Saint and a Witch          | Señora Park             |                            |               |
| 2004 | El Fénix                     | Jeon-ah                 |                            |               |
| 2005 | 5th Republic                 | Park Geun-young         |                            |               |
| 2005 | Shin Don                     | Madre de Ban-ya         |                            |               |
| 2008 | My Sweet Seoul               | Soon-young              |                            |               |
| 2016 | The Red Teacher              | Señora Chae             | KBS Drama Special          |               |
| 2016 | Signal                       | Kang Hye-seung          |                            | [ 11 ]        |
| 2018 | Live                         | Madre del niño          |                            |               |
| 2019 | Luwak Human                  | Choi Mi-ji              | JTBC Drama Festa           |               |
| 2019 | Designated Survivor: 60 Days | Heo Jin-joo             |                            |               |
| 2021 | Kingdom                      | Madre de Ashin          |                            |               |
| 2022 | Green Mothers' Club          | Madre de Min-ji         |                            | [ 12 ]        |
| 2023 | Pale Moon                    | Hija de Oh Sook-ja      |                            |               |
| 2024 | Cautivar a un rey            | Dama de la corte Han    |                            | [ 13 ]        |
| 2024 | The Auditors                 | Esposa de Chae Jong-woo | Aparición especial, ep. 12 |               |
| 2024 | Un negocio virtuoso          | Eom Seo-yeon            |                            | [ 14 ] [ 15 ] |

## Teatro
| Año  | Título                                                                 | Hangul                                     | Papel         | Notas                                                            | Ref.          |
| ---- | ---------------------------------------------------------------------- | ------------------------------------------ | ------------- | ---------------------------------------------------------------- | ------------- |
| 2014 | Still Life                                                             | 정물화                                     | Nanako        |                                                                  |               |
| 2014 | Wrestling Season                                                       | 레슬링 시즌                                | Ellen         |                                                                  | [ 16 ]        |
| 2014 | Good Luck                                                              | 즐거운 복희                                | Yoo Bok-hee   |                                                                  | [ 17 ]        |
| 2015 | Adventure King                                                         | 모험왕                                     | Sun-hee       | Obra coreanojaponesa, Doosan Art Center Space 111, 16-26/07/2015 | [ 18 ]        |
| 2015 | Typhoon Gidam                                                          | 태풍기담                                   | Lee So-eun    | Centro de Artes Namsan, del 24/10 al 8/11                        | [ 19 ]        |
| 2016 | Two Rooms                                                              | 두 개의 방                                 | Rainy         | Teatro Jayu del Centro de Artes de Seúl, del 20/10 al 13/11      | [ 20 ] [ 21 ] |
| 2016 | A Heart Of Science - The Depths Of The Forest                          | 과학하는마음 - 숲의 심연                   | Grace         | Mary Hall de la Universidad de Sogang, 21/12/2016-08/01/2017     | [ 22 ] [ 23 ] |
| 2017 | Language Archive                                                       | 랭귀지 아카이브                            | Marie         | Art Space Seúl, 01-17/12/2017                                    | [ 24 ]        |
| 2019 | Doosan Humanities Theater 2019 Apartment - Iron Bag Tracking Operation | 두산인문극장 2019 아파트 - 철가방 추적작전 | Choi Yoon-woo | Doosan Art Center Space 111, 09/04-04/05/2019                    | [ 25 ] [ 26 ] |
| 2019 | Crystal Night                                                          | 수정의 밤                                  | Go Eun-ma     |                                                                  |               |
| 2023 | Universidad y teatro                                                   | 대학과 연극                                | Oh Hee-man    | Daehakro, 02-11/06/2023                                          |               |

## Premios y nominaciones
| Año  | Premios                                            | Categoría               | Resultado | Ref.   |
| ---- | -------------------------------------------------- | ----------------------- | --------- | ------ |
| 2006 | 4.º Festival Internacional de Cortometrajes Asiana | Mejor actriz revelación | Ganadora  | [ 27 ] |